# 생방송 이슈＆이슈
《생방송 이슈＆이슈》는 2003년 5월 4일부터 2005년 4월 17일까지 방송되었던 시사교양 프로그램이었다.

## 기획 의도
2003년의 핵심 키워드인 ‘대화와 타협’ !사회적 파장이 큰 주요 쟁점을 선정, 사건의 중심에 있는 핵심당사자간의 토론을 전 국민에게 생생히 전달함으로써, 쟁점에 대한 국민들의 정확한 이해를 돕고 아울러 사회적 아젠다를 설정하고자 한 개혁적 토론 프로그램이다.

## 진행자
- 정혜정 前 아나운서

## 종영 당시 경쟁 일요 시사토크 프로그램
- 일요진단 (KBS 1TV)